# Idrisidi
Idrisidi (arabsko الأدراسة al-Idārisah, berbersko: Idrisiyen) so bili dinastija šiitsko zejditske ločine v današnjem Maroku, ki so vladali od leta 788 do 985. Ustanovitelj dinastije je bil Idris I, pravnuk Hasana ibn Alija.

## Vladari
- Idris I. - (788. – 791.)
- Idris II. - (791. – 828.)
- Muhammad ibn Idris - (828. – 836.)
- Ali ibn Muhammad, poznan kot "Ali I." - (836. – 848.)
- Yahya ibn Muhammad, poznan kot "Yahya I." - (848. – 864.)
- Yahya ibn Yahya, poznan kot "Yahya II." - (864. – 874.)
- Ali ibn Umar, poznan kot "Ali II." - (874. – 883.)
- Yahya ibn Al-Qassim, poznan kot "Yahya III." - (883. – 904.)
- Yahya ibn Idris ibn Umar, poznan kot "Yahya IV." - (904. – 917.)

Fatimidski kalifat - (917. – 925.)
- Al-Hajjam al-Hasan ibn Muhammad ibn al-Qassim - (925. – 927.)
- Al Qasim Gannum - (937. – 948.)
- Abu l-Aish Ahmad - (948. – 954.)
- Al-Hasan ibn Kannun, poznat kao "Hassan II." - (954. – 974.)